# 辛普森樸麗魚
辛普森樸麗魚，為輻鰭魚綱鱸形目隆頭魚亞目慈鯛科的其中一種，被IUCN列為瀕危保育類動物，分布於非洲Nabugabo湖流域，體長可達11.4公分，棲息在泥底質、植被生長的水域，屬雜食性，生活習性不明。

## 擴展閱讀
維基物種上的相關：辛普森樸麗魚